# Campionati del mondo di atletica leggera 2017 - 400 metri ostacoli maschili
La gara dei 400 metri ostacoli maschile dei campionati del mondo di atletica leggera 2017 si è svolta tra il 6 e il 9 agosto.

## Podio
| Pos.    | Atleta          | Nazionalità | Tempo |
| ------- | --------------- | ----------- | ----- |
| Oro     | Karsten Warholm | Norvegia    | 48"35 |
| Argento | Yasmani Copello | Turchia     | 48"49 |
| Bronzo  | Kerron Clement  | Stati Uniti | 48"52 |

## Situazione pre-gara

### Record
Prima di questa competizione, il record del mondo e il record dei campionati erano i seguenti.
| Record                | Prestazione | Atleta                  | Data                               | Competizione              |
| --------------------- | ----------- | ----------------------- | ---------------------------------- | ------------------------- |
| Record mondiale       | 46"78       | Kevin Young Stati Uniti | 6 agosto 1992 Barcellona, Spagna   | Olimpiadi 1992            |
| Record dei campionati | 47"18       | Kevin Young Stati Uniti | 19 agosto 1993 Stoccarda, Germania | Campionati del mondo 1993 |

### Campioni in carica
I campioni in carica, a livello mondiale e olimpico, erano:
| Campione | Atleta                     | Prestazione | Data                                   | Competizione         |
| -------- | -------------------------- | ----------- | -------------------------------------- | -------------------- |
| Olimpico | Kerron Clement Stati Uniti | 47"73       | 18 agosto 2016 Rio de Janeiro, Brasile | Giochi olimpici 2016 |
| Mondiale | Nicholas Bett Kenya        | 47"79       | 25 agosto 2015 Pechino, Cina           | Mondiali 2015        |

### La stagione
Prima di questa gara, gli atleti con le migliori tre prestazioni dell'anno erano:
| Pos. | Atleta                                   | Prestazione | Data                              |
| ---- | ---------------------------------------- | ----------- | --------------------------------- |
| 1    | Kyron McMaster Isole Vergini Britanniche | 47"80       | 20 maggio 2017 Kingston, Giamaica |
| 2    | Kerron Clement Stati Uniti               | 48"02       | 9 luglio 2017 Londra, Regno Unito |
| 3    | Quincy Downing Stati Uniti               | 48"13       | 10 giugno 2017 Kingston, Giamaica |

## Risultati

### Batterie
Le batterie si sono tenute il 6 agosto alle ore 11:05.

Qualificazione: i migliori 4 tempi di ogni batteria (Q) e i successivi 4 migliori tempi (q) si qualificano per le semifinali.
| Pos. | Batteria | Nome                           | Nazionalità               | Tempo | Note |
| ---- | -------- | ------------------------------ | ------------------------- | ----- | ---- |
| 1    | 3        | Yasmani Copello                | Turchia                   | 49"13 | Q    |
| 2    | 4        | Juander Santos                 | Rep. Dominicana           | 49"19 | Q    |
| 3    | 5        | Mamadou Kassé Hanne            | Francia                   | 49"34 | Q    |
| 4    | 2        | TJ Holmes                      | Stati Uniti               | 49"35 | Q    |
| 5    | 3        | Abderrahman Samba              | Qatar                     | 49"39 | Q    |
| 6    | 5        | Márcio Teles                   | Brasile                   | 49"41 | Q    |
| 7    | 5        | Patryk Dobek                   | Polonia                   | 49"42 | Q    |
| 8    | 1        | Kerron Clement                 | Stati Uniti               | 49"46 | Q    |
| 9    | 3        | Ludvy Vaillant                 | Francia                   | 49"49 | Q    |
| 10   | 4        | Karsten Warholm                | Norvegia                  | 49"50 | Q    |
| 11   | 5        | Aron Kipchumba Koech           | Kenya                     | 49"55 | Q    |
| 12   | 5        | Jack Green                     | Regno Unito               | 49"55 | q    |
| 13   | 5        | Eric Futch                     | Stati Uniti               | 49"57 | q    |
| 14   | 1        | Takatoshi Abe                  | Giappone                  | 49"65 | Q    |
| 15   | 4        | Guillermo Ruggeri              | Argentina                 | 49"69 | Q,   |
| 16   | 2        | Jaheel Hyde                    | Giamaica                  | 49"72 | Q    |
| 17   | 2        | Abdelmalik Lahoulou            | Algeria                   | 49"78 | Q    |
| 18   | 2        | Thomas Barr                    | Irlanda                   | 49"79 | Q    |
| 19   | 3        | José Reynaldo Bencosme de Leon | Italia                    | 49"79 | Q    |
| 20   | 1        | Jaak-Heinrich Jagor            | Estonia                   | 49"81 | Q    |
| 21   | 4        | Ricardo Cunningham             | Giamaica                  | 49"91 | Q    |
| 22   | 1        | Kemar Mowatt                   | Giamaica                  | 50"00 | Q    |
| 23   | 4        | Victor Coroller                | Francia                   | 50"00 | q    |
| 24   | 3        | Kariem Hussein                 | Svizzera                  | 50"12 | q    |
| 25   | 1        | Hederson Estefani              | Brasile                   | 50"22 |      |
| 26   | 3        | Jordin Andrade                 | Capo Verde                | 50"32 |      |
| 27   | 1        | Javier Culson                  | Porto Rico                | 50"33 |      |
| 28   | 2        | Yusuke Ishida                  | Giappone                  | 50"35 |      |
| 29   | 2        | Lorenzo Vergani                | Italia                    | 50"37 |      |
| 30   | 5        | Sérgio Fernández               | Spagna                    | 50"38 |      |
| 31   | 4        | Ryo Kajiki                     | Giappone                  | 51"36 |      |
| 32   | 3        | Creve Armando Machava          | Mozambico                 | 51"71 |      |
| 33   | 1        | José Luis Gaspar               | Cuba                      | 51"82 |      |
| 34   | 5        | Mehboob Ali                    | Pakistan                  | 52"24 |      |
| 35   | 2        | Ephraim Lerkin                 | Papua Nuova Guinea        | 52"36 |      |
| 36   | 1        | Pablo Andrés Ibáñez            | El Salvador               | 52"72 |      |
|      | 4        | Michael Stigler                | Stati Uniti               | dq    |      |
|      | 2        | Kyron McMaster                 | Isole Vergini Britanniche | dq    |      |
|      | 4        | Eric Cray                      | Filippine                 | dq    |      |
|      | 3        | Rasmus Mägi                    | Estonia                   | dns   |      |

### Semifinali
I migliori 2 di ogni batteria (Q) e i successivi due migliori tempi (q) avanzano alla finale
| Pos. | Batteria | Nome                           | Nazionalità     | Tempo | Note |
| ---- | -------- | ------------------------------ | --------------- | ----- | ---- |
| 1    | 1        | Kerron Clement                 | Stati Uniti     | 48"35 | Q    |
| 2    | 1        | Karsten Warholm                | Norvegia        | 48"43 | Q    |
| 3    | 1        | Juander Santos                 | Rep. Dominicana | 48"59 | q,   |
| 4    | 1        | Kemar Mowatt                   | Giamaica        | 48"66 | q    |
| 5    | 3        | Abderrahman Samba              | Qatar           | 48"75 | Q    |
| 6    | 3        | Yasmani Copello                | Turchia         | 48"91 | Q    |
| 7    | 2        | TJ Holmes                      | Stati Uniti     | 49"12 | Q    |
| 8    | 2        | Kariem Hussein                 | Svizzera        | 49"13 | Q    |
| 9    | 3        | Eric Futch                     | Stati Uniti     | 49"30 |      |
| 10   | 1        | Abdelmalik Lahoulou            | Algeria         | 49"33 |      |
| 11   | 1        | Patryk Dobek                   | Polonia         | 49"40 |      |
| 12   | 2        | Jaheel Hyde                    | Giamaica        | 49"75 |      |
| 13   | 2        | Jack Green                     | Regno Unito     | 49"93 |      |
| 14   | 2        | Takatoshi Abe                  | Giappone        | 49"93 |      |
| 15   | 3        | Ludvy Vaillant                 | Francia         | 49"95 |      |
| 16   | 3        | José Reynaldo Bencosme de Leon | Italia          | 50"29 |      |
| 17   | 2        | Mamadou Kassé Hanne            | Francia         | 50"35 |      |
| 18   | 2        | Aron Kipchumba Koech           | Kenya           | 50"40 |      |
| 19   | 2        | Jaak-Heinrich Jagor            | Estonia         | 50"43 |      |
| 20   | 3        | Ricardo Cunningham             | Giamaica        | 50"54 |      |
| 21   | 1        | Victor Coroller                | Francia         | 55"69 |      |
|      | 3        | Guillermo Ruggeri              | Argentina       | dq    |      |
|      | 3        | Márcio Teles                   | Brasile         | dnf   |      |
|      | 1        | Thomas Barr                    | Irlanda         | dns   |      |

### Finale
| Pos. | Corsia | Nome              | Nazionalità     | Tempo | Note |
| ---- | ------ | ----------------- | --------------- | ----- | ---- |
|      | 5      | Karsten Warholm   | Norvegia        | 48"35 |      |
|      | 8      | Yasmani Copello   | Turchia         | 48"49 |      |
|      | 4      | Kerron Clement    | Stati Uniti     | 48"52 |      |
| 4    | 3      | Kemar Mowatt      | Giamaica        | 48"99 |      |
| 5    | 7      | TJ Holmes         | Stati Uniti     | 49"00 |      |
| 6    | 2      | Juander Santos    | Rep. Dominicana | 49"04 |      |
| 7    | 6      | Abderrahman Samba | Qatar           | 49"74 |      |
| 8    | 9      | Kariem Hussein    | Svizzera        | 50"07 |      |